# Georges Moreel
Georges Moreel (Gennevilliers, 22 luglio 1924 – Argenteuil, 4 dicembre 2003) è stato un calciatore francese, di ruolo centrocampista.

## Carriera

### Club
Ha giocato nella prima divisione francese.

### Nazionale
Ha collezionato una presenza con la propria nazionale.

## Statistiche

### Cronologia presenze e reti in nazionale
| Cronologia completa delle presenze e delle reti in nazionale ― Francia | Cronologia completa delle presenze e delle reti in nazionale ― Francia | Cronologia completa delle presenze e delle reti in nazionale ― Francia | Cronologia completa delle presenze e delle reti in nazionale ― Francia | Cronologia completa delle presenze e delle reti in nazionale ― Francia | Cronologia completa delle presenze e delle reti in nazionale ― Francia | Cronologia completa delle presenze e delle reti in nazionale ― Francia | Cronologia completa delle presenze e delle reti in nazionale ― Francia |
| Data                                                                   | Città                                                                  | In casa                                                                | Risultato                                                              | Ospiti                                                                 | Competizione                                                           | Reti                                                                   | Note                                                                   |
| ---------------------------------------------------------------------- | ---------------------------------------------------------------------- | ---------------------------------------------------------------------- | ---------------------------------------------------------------------- | ---------------------------------------------------------------------- | ---------------------------------------------------------------------- | ---------------------------------------------------------------------- | ---------------------------------------------------------------------- |
| 22-5-1949                                                              | Colombes                                                               | Francia                                                                | 1 – 3                                                                  | Inghilterra                                                            | Amichevole                                                             | 1                                                                      |                                                                        |
| Totale                                                                 |                                                                        | Presenze                                                               | 1                                                                      |                                                                        | Reti                                                                   | 1                                                                      |                                                                        |

## Palmarès
- Coppa di Francia: 1

RC Paris: 1948-1949